# Tamul-vízesés
A Tamul-vízesés (spanyolul Cascada de Tamul) Mexikó San Luis Potosí államának délkeleti részén, Aquismón község területén található. A vízesés a Gallinas folyón található, éppen ott, ahol az a Santa Maríába ömlik. Innentől kezdve a két folyó vize már Tampaón néven folyik tovább, mely később Pánuco néven ömlik a Mexikói-öbölbe.

## Megközelítés
A San Luis Potosí és Tampico közötti 70-es útról Ciudad Valles városától kb. 30 km-rel nyugatra El Sauz (más néven El Saucito) faluban kell délre elágazni. Innentől 10,5 km-t kell haladnunk, majd El Naranjitóba érkezve, ahol a fő út keletre kanyarodik, ismét délre kell elágazni. Ezen az útvonalon a vízesés felső részéhez érkezhetünk meg.
Az alsó részt csónakkal legkönnyebb megközelíteni: ide úgy lehet eljutni, hogy El Naranjitóban tovább haladunk, majd a Tampaón hídján áthaladva az első faluban, La Morenában nyugatra letérünk a folyó partjára.

## Turizmus
A turistáknak is a csónakos megközelítést ajánlják. Lehetőség van a hagyományos panga nevű fakenukban evezve megérkezni a vízeséshez, visszaúton pedig egy vízzel elárasztott kis barlangban, a Cueva del Aguában úszhatnak is a látogatók.